# Укба ибн Нафи
Укба ибн Нафи‘ аль-Фихри́ (араб. عقبة بن نافع الفهري‎; ок. 622 — август 683) — военачальник и государственный деятель Арабского халифата, завоеватель Магриба в Северной Африке, основатель влиятельного магрибского рода Фихритов.

## Биография

### Ранние годы
Его полное имя: ‘Укба ибн Нафи‘ ибн ‘Абд аль-Кайс аль-Курайши аль-Фихри. Происходил из курайшитского рода. Был родственником (племянником или двоюродным братом) покорителя Египта Амра ибн аль-Аса. Участвовал в военных предприятиях Амра. В 642 году, после покорения арабами Александрии, Амр двинулся далее на запад, покорив Барку (Киренаику). ‘Укбу Амр отправил с отрядом на сахарский оазис Завилу к юго-западу от Барки, который покорился арабам. В 643 году в составе войск Амра ибн аль-Аса ‘Укба участвовал в завоевании Триполитании. В 646—648 годах под командованием Абдаллаха ибн Саада сражался против византийского экзарха Карфагена Григория.

### Начало западных походов ‘Укбы ибн Нафи‘
В 661 году Амр ибн аль-Ас поставил ‘Укбу во главе отряда и направил на запад, где берберские племена в смутный период гражданской войны в Халифате, вышли из подчинения арабам. ‘Укба подчинил арабской власти племена Барки и Маракии. В 662 году войска ‘Укбы двинулись на сахарские оазисы Феццана и Уаддана, где вновь одержали победу. В 663 году ‘Укба двинулся далее на запад, овладел городами Гадамесом, Кастилией и Кафсой. Дальнейшая активность ‘Укбы приостановилась, видимо, из-за смерти в начале 664 года его покровителя Амра ибн аль-Аса и смены власти в Египте.
Около 668 года ‘Укба совершил поход на сахарское государство гарамантов Гарамантиду с центром в городе Гарама (Джерма). Государство гарамантов было уничтожено, а его территория включена в состав Арабского халифата.

### Первое наместничество
В 670 году ‘Укба ибн Нафи‘ в звании эмира повёл арабское войско для завоевания Ифрикии и Магриба. Вступив в Ифрикию, ‘Укба заложил новый город Кайруан (аль-Кайраван — «стоянка в пути»). Расположенный вдали от побережья, где господствовал византийский флот, Кайруан стал основной базой для дальнейшего распространения арабской власти в регионе. Основание города связано с чудом, произошедшим с ‘Укбой, когда на пути под ногами его коня забил источник и нашёлся золотой кубок. ‘Укба посчитал это божественным знаком, вдохновившим его на строительство города и продолжение распространения ислама в Африке. Из Кайруана ‘Укба совершал походы на окрестные племена берберов и покорил их. Византийская Бизацена (южная часть Туниса) была включена в состав халифата. Византийские владения в Ифрикии теперь ограничились окрестностями Карфагена. В отношении покорённых берберских правителей ‘Укба проявлял особую жестокость, чтобы лишить их стремления воевать с арабами.
Агрессивная политика ‘Укбы, видимо, вызвала опасения у халифа Муавии, который в 675 году сменил его на посту наместника Ифрикии Абуль Мухаджиром. Новый наместник арестовал ‘Укбу и держал его в заключении. Затем ‘Укба был отпущен и уехал в Дамаск.

### Второе наместничество
Новый халиф Язид I в 681 году восстановил ‘Укбу ибн Нафи‘ на посту наместника Ифрикии. ‘Укба воспользовался положением, чтобы отомстить Абуль Мухаджира; заковал его в цепи и возил с собой во время походов. ‘Укба сразу приступил к продолжению своей завоевательной политики времён первого наместничества и организовал большой поход на запад. Оставив в Кайруане Зухайра ибн Кайса, он двинулся на земли Ифрикии и Магриба, где сохранялась власть Византии. У городка Багая ‘Укба разбил византийско-берберское ополчение, затем нанёс ещё несколько поражений отрядам противников, продвигаясь вглубь территории Среднего Магриба. Подойдя к Тахерту, ‘Укба разгромил берберское войско, что обеспечило ему свободный путь в Дальний Магриб. Арабские войска, проделав длинный марш, вышли к городу Танжеру, наместник которого Юлиан заключил мир с ‘Укбой.
Дальнейший поход ‘Укбы во многом носит легендарный характер. Арабское войско повернуло от Танжера на юг, овладело Волюбилисом, покорив территорию современного Марокко, и вышло к берегу Атлантического океана в Сусе. ‘Укба въехал на коне в воды океана и, возблагодарив Бога, объявил, что цель похода достигнута, он дошёл до края земли. После этого арабское войско в 683 году двинулось назад в Кайруан. ‘Укба разделил армию на несколько отрядов, двинувшихся на восток разными путями. В это время враждебные арабам берберские племена объединил правитель племени ауреба Косейла, который решил нанести поражение ‘Укбе на пути в Кайруан. Косейла устроил засаду около Бискры при Табудеосе (Тахуде). Небольшой отряд ‘Укбы (300 чел.) неожиданно был атакован берберами и полностью уничтожен, ‘Укба ибн Нафи‘ погиб в бою.
Поражение и гибель ‘Укбы ибн Нафи‘ привели к временной потере арабами завоёванных территорий в Ифрикии и Магрибе. Окончательно завоевание Северной Африки завершилось только в начале VIII века. На месте гибели ‘Укбы был возведён мавзолей-кубба и мечеть, ставший местом паломничества. Впоследствии вокруг мечети вырос город, получивший название Сиди-Окба (Укба).